# Jack Coleman (koszykarz)
Jack L. Coleman (ur. 23 maja 1924 w Burgin, zm. 11 grudnia 1998) – amerykański koszykarz, skrzydłowy, dwukrotny mistrz NBA, uczestnik meczu gwiazd.

## Osiągnięcia
NBA
- 2-krotny mistrz NBA (1951, 1958)[1]
- Wicemistrz NBA (1957)[1]
- Uczestnik meczu gwiazd:
  - NBA (1955)[2]
  - Legend NBA (1964)[3]
- Lider play-off w skuteczności rzutów z gry (1954)[4]